# Hiiretynjärvi
Hiiretynjärvi är en sjö i kommunen Joensuu i landskapet Norra Karelen i Finland. Den är 6,1 meter djup. Arean är 44 hektar och strandlinjen är 5,27 kilometer lång. Sjön  ingår i Jänisjokis huvudavrinningsområde.   Den ligger omkring 28 kilometer öster om Joensuu och omkring 390 kilometer nordöst om Helsingfors. 
I sjön finns öarna Patasaari och Kattilasaari. 